# Mainland (Isole Orcadi)
Mainland (detta anche Pomona in italiano) è la più estesa (52325 ha) delle isole dell'arcipelago delle Orcadi situato nel Mar del Nord a ridosso della costa settentrionale della Scozia.

## Etimologia
Il nome Mainland deriva dall'antico nome norvegese Meginland; in precedenza l'isola era chiamata Hrossay (Isola del cavalli in norvegese antico). L'isola è raramente chiamata Pomona, nome inviso agli indigeni e derivante da un errore commesso dal latinista George Buchanan (1506-1582) che nella sua opera Rerum Scoticarum Historia incluse, sbagliandone la traduzione, un passaggio di Solino.

## Geografia
L'isola ha una superficie collinare; il punto più elevato è il Ward Hill (269 m s.l.m.). La parte orientale è prevalentemente pianeggiante,con numerosi pascoli, mentre la parte occidentale è lievemente più aspra. La costa è caratterizzata da numerose baie sabbiose che si insinuano tra scogliere a picco. Qui si trovano numerosi resti archeologici risalenti al neolitico come l'insediamento di Skara Brae (Patrimonio dell'umanità dell'UNESCU dal 1999).
I due centri abitati principali dell'arcipelago si trovano entrambi su Mainland. La cittadina di Kirkwall (circa 7.500 abitanti), che si trova nella parte orientale, è il centro amministrativo dell'arcipelago nonché il porto principale. Numerosi traghetti la collegano con le altre isole dell'arcipelago. Sulla costa occidentale si trova la cittadina di Stromness (circa 2.100 abitanti), collegata coi porti scozzesi di Scrabster e Hoy.
L'isola di Mainland è collegata alle isole di Burray e South Ronaldsay tramite le Churchill Barriers. Questi sbarramenti di blocchi di cemento furono costruiti durante la seconda guerra mondiale allo scopo di chiudere l'accesso alla baia di Scapa Flow in seguito all'affondamento della corazzata Royal Oak da parte del sottomarino tedesco U-47 che era riuscito a forzare il blocco al largo del Kirk Sound. Attualmente sulle Churchill Barriers passa una stretta strada asfaltata che termina sull'isola di South Ronaldsay in corrispondenza dell'approdo del traghetto per Caithness (John o' Groats).
L'economia dell'isola si basa sull'agricoltura (si coltivano patate, foraggio e cereali), l'allevamento (soprattutto pollame, ovini e bovini) e la pesca (aringhe e merluzzi). Secondaria importanza riveste l'industria (produzione di whisky e lavorazione della lana). Sta infine emergendo un certo volume d'affari legato al turismo.